# Японска фатсия
Японската фатсия (Fatsia japonica), известна и като японска аралия, е вид цъфтящо растение от семейство Бръшлянови (Araliaceae), родом от Южна Япония и Южна Корея.

## Етимология
Името Fatsi произлиза от остарял японски и в превод означава „осем“, позовавайки се на листата с 8 разклонения. В Япония видът Fatsia japonica е известен като 八手, което означава „осем ръце“. Името „японска аралия“, което се ползва за Fatsia japonica в Япония, произлиза от по-ранно класифициране в рода Aralia.

## Описание
Японската фатсия има дълбоко нарязани, лъскави листа с диаметър над 30 см и дълги дръжки. Расте най-добре като крайморски храст или като единично растение в градски градини.
F. japonica Variegata е сорт с бели краища на листата..

## Отглеждане
Растението не обича директните слънчеви лъчи. Подходяща за отглеждане е сянка или полусянка. През зимата е нужно хладно място, далеч от парното, с леко влажна почва. Почвата трябва да е с добри дренажни свойства. Полива се редовно, но умерено, като не бива да се допуска пълно изсъхване на почвата. Обича висока въздушна влажност. Тори се всяка седмица за повече листа и цъфтеж.
Най-лесно японската фатсия се размножава с връхни резници, през пролетта във вода или почва.

## Здраве
Сокът, който е лепкав и смолист, може да причини контактен дерматит при чувствителни хора.

## Галерия
- Плодно тяло
- Младо листо
- Близък план на цветовете
- Пъстри листа на сорт Spider's Web
- Сорт Spider White
- Старо дръвче с цветове